# Comuna Sîdoriv, Huseatîn
Sîdoriv (în ucraineană Сидорів) este o comună în raionul Huseatîn, regiunea Ternopil, Ucraina, formată din satele Șîdlivți și Sîdoriv (reședința).

## Demografie
Componența lingvistică a comunei Sîdoriv
     Ucraineană (99,85%)
     Alte limbi (0,15%)
Conform recensământului din 2001, majoritatea populației comunei Sîdoriv era vorbitoare de ucraineană (99,85%), existând în minoritate și vorbitori de alte limbi.